# 中野ブロードウェイ
中野ブロードウェイ（なかのブロードウェイ、Nakano Broadway、正式総称コープ・ブロードウェイ・センター）は、東京都中野区中野五丁目にある複合ビルである。日本初のショッピングセンターと集合住宅の集合体建築である。

## 歴史

### 開業
中野ブロードウェイが現在建つ敷地は元々、木造家屋が密集する地域であった。中野駅北口から続く商店街（旧：中野北口美観商店街。現在の中野サンモール商店街）がそこで行き止まりになってしまっていたため、地元有志の発案により、ここをまとめて買収してビルを建て、1階に裏の早稲田通り（旧称・昭和通り）に抜ける広い通路を貫通させようという計画が持ち上がった。「ブロードウェイ」という名称は、この「広い通路」に由来する。
しかし資金難でこの事業は頓挫し、開発業者の東京コープ販売に引き継がれた。東京コープ販売は、1960年（昭和35年）に高級マンション「渋谷コープ」（渋谷区桜丘町）、1963年（昭和38年）にデラックス・マンション「エンパイア・コープ」（新宿区大京町）、1965年（昭和40年）には原宿駅前に高級マンション「コープオリンピア」（渋谷区神宮前6）を手掛けていた。
東京コープ販売の半ば自転車操業ともいえる資金難、それに伴う極度の経済効率性重視の設計、地元商店街の反対、買収対象敷地に乃木希典ゆかりの土地が含まれて権利者が反対するなど、建設には様々な困難が立ち塞がった。中野ブロードウェイの敷地の一部は、乃木希典が、自分の死後に妻の静子が生活に困らないようにと、あらかじめ買っていた土地である。ところが乃木は、明治天皇崩御後、その葬儀日の夜に、夫妻で自害し、この土地は相続等により親族の手に渡った。あまりに広いため三つに分筆され、親族はそのうちの一つに住むなど静かな生活を送っていた。親族は、大切な土地が売却されて経済活動に利用され、乃木の痕跡が何もなくなってしまうことを気にして、当初は反対していたようである。
これらの困難を一つ一つ乗り越えて、1966年（昭和41年）、中野駅北口開発の一環として、中野サンモール商店街に続くショッピングコンプレックス（商業住宅複合施設）として中野ブロードウェイは開業した。なお、「広い通路」を貫き通すという建設当初の目論見は、北西部に位置する宮田家具（当時、現・ダイソー中野早稲田通り店）の立地買収に失敗したため外れる結果となった。建設事業費は当時としては破格の60億円と莫大だった。この莫大な建設費を早期に回収するため、設計者で建築家の馬場信行（馬場建築事務所）に対し、馬場によるモダニズム思想に基づいた当初提案・グランドデザインの大幅変更を命じた。
床面積の大幅増のためのこの変更により廊下等の共用スペースは最小限に抑えられ、メインストリート以外の廊下は自分の居場所がわからなくなるが如く不自然に折れ曲がり、接客スペースや廊下からは外が見えないようになった。エレベーターは数が少ない上にわかりにくい場所に追いやられ、階数を稼ぐ代わりに天井高は低く抑えられ、エスカレーターは上りしかなく中途半端なところまでしか行かないといったように、目的達成の裏で設計思想やその背景にある利便性が犠牲となった。
東京コープ販売は中野ブロードウェイを1966年に完成させるが、1964年東京オリンピック後の不景気が災いして完売まで時間を要し苦労したことから、その後は一切の不動産事業から手を引いてしまった。

### 「サブカルチャーの聖地」

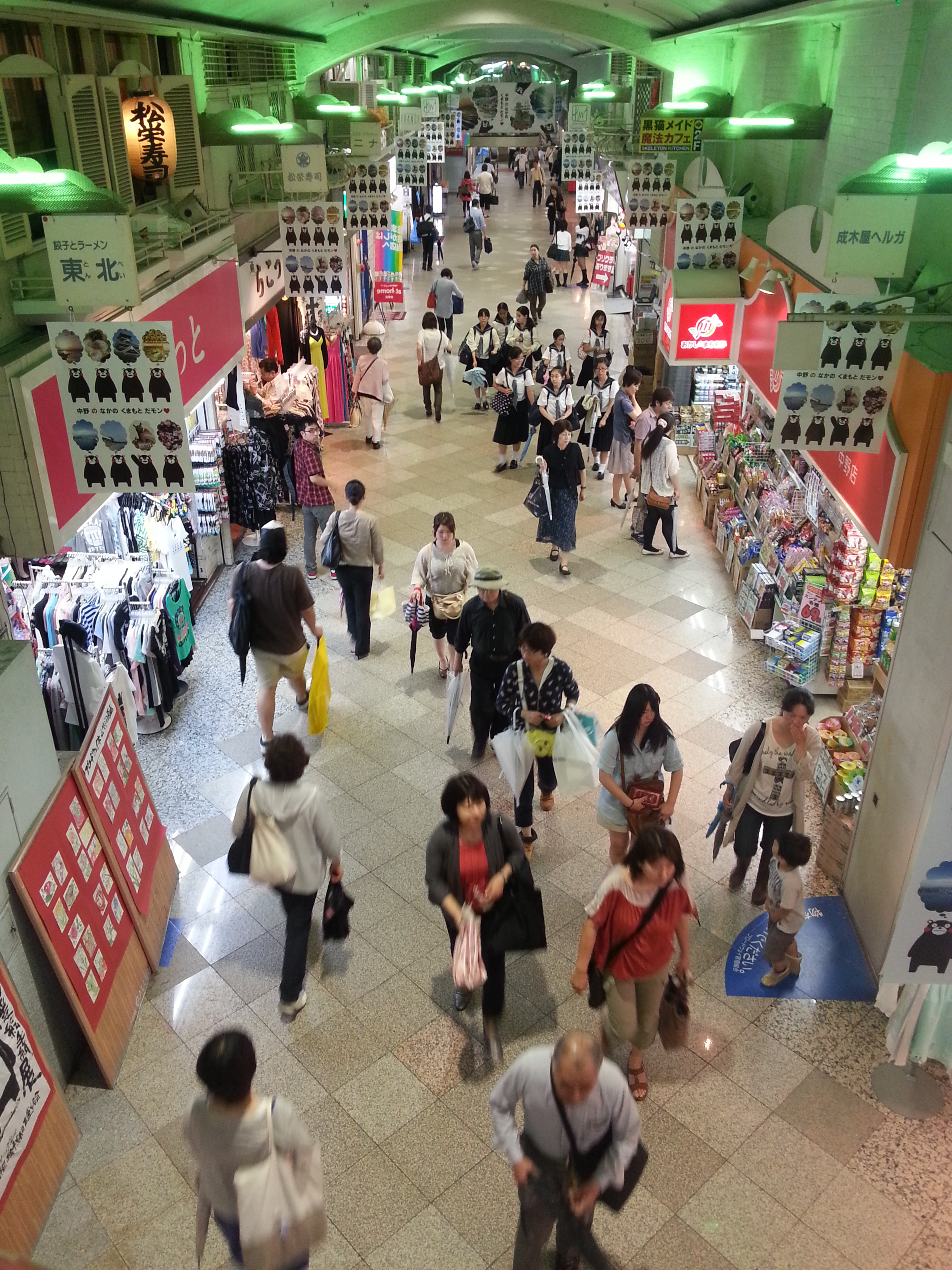
2階から1階メインストリートを眺めたところ。

今でこそ中野ブロードウェイを表すフレーズとして、「サブカルチャーの聖地」という言い回しが世間でよく言われる。ただし、元々はブロードウェイとサブカルチャーやオタク文化とは何の関係もなかった。両者が結実したのは、以下のとおり、タイミングのなせる妙である。
中野ブロードウェイの建っている場所は、建設前は家屋が大半で、その中に小さな商店が点在している、比較的落ち着いた場所だった。そして中野ブロードウェイ建設の目的は前述の通り、中野駅前から続く当時の美観商店街（現・中野サンモール）を昭和通り（現・早稲田通り）まで延長することで、既存の業種を量的に拡大するという意味での一大商圏作りを見込んでいた。実際、オープン当時に中野ブロードウェイ内で開業したのは食品・服飾・雑貨・宝飾品販売店、食堂、理美容室、町医者、書店、占い業といった、言わば商店街がそのままビルに入ったような多様な小売・サービス業の個人営業店が大半だった。
1980年代中頃から1990年代にかけて、区分所有者兼経営者の高齢化、中野に近い新宿や池袋、吉祥寺をはじめとする近隣商圏の著しい発達、中野地区でのチェーン店台頭といった環境的要因や、少子高齢化といった人的要因により、相対的に中野ブロードウェイの集客力を低下した。その結果、たち行かなくなった店を閉める経営者が増えた。店を続ける高齢の商店主達も効果的な対策を打ち出せず、集客力が弱いところに新規に出店しようというテナントも現れず、なお一層集客力が落ちるという状況が続く、完全な負のスパイラルに陥っていた。一時は、平日の昼間でもシャッターを降ろした店舗が目立ち、夕方のかき入れ時でも人がほとんど歩いていないという状態となった。
このタイミングを逆に商機ととらえ、空き店舗に積極出店し、開館当時の商店街ライクな雰囲気をサブカルチャーの殿堂と評される雰囲気に塗り替え、より高い発展を遂げることに成功したのが「まんだらけ」である。
元々、中野ブロードウェイのあるJR中央線の東京都西部うちは、「中央線文化」の名前があるように、アニメ制作会社や大学、学校、若者といったマニア向け商品の顧客層が多い土地柄であった。例えば中野はお笑いを中心とした芸人、高円寺はミュージシャンが多く住むと言われ、住人層や街の雰囲気は「サブカルの殿堂化」する前から、オタク・サブカル文化とは親和性が高かった。
1980年、このビルでわずか2坪の、2階の開業時の分譲スペースをさらに細かく区切った区画を借りて、漫画古本専門店「まんだらけ」が開業する。漫画古書専門という当時としては珍しい業態だったまんだらけは、商材を中古漫画一本から、原作者のサインや漫画のグッズといった漫画周辺商材、セル画などのアニメなど漫画と親和性のある商材、ひいては昔のホーロー看板やレトロなミニカー、景品類、ドール等のサブカルチャー全般にまで拡大したことで売り上げを伸ばした。1987年には株式会社化し、徐々に店舗を拡大していった。2階の細切れスペースから3階の突き当たりの区画へと賃借で移転し、3階のメインストリートに接する区画を購入してからは、隣接スペースに拡大したり、館内の離れた区画へ飛地的に出店したりと、縦横無尽に拡大を続けた。その後1990年代から始まった不況下で先述の理由から空き店舗が増えると、まんだらけに集まる客を狙ったマニア向け専門店が次々に開業。そのうちに「サブカルチャーの聖地」と呼ばれるほどになっていた。2018年現在では国内のみならず国外からも客を集めて賑わっている。
この変化により客層やフロア内の雰囲気も一変したため、治安の悪化、トラブルの発生を危惧する声もあった。しかし、世のオタク・サブカルブームに乗ったことで、それ狙いの中野外の人間の呼び込みのみならず、一時は離れたはずの地元民をも再度呼び込むことに成功し、新たなテナントも続々入居した。こうした変化で中野ブロードウェイ全体の商業活性化に繋がったとの意見もある。
現在では、階ごとに見れば偏りはあるものの、全館的には、開業時の業態を引き継ぐ商店街ライクな店舗とサブカルを取り扱う店舗とが、どちらに偏るともなく混在、共生している。また、近年はまんだらけのライバル企業となる「らしんばん」も館内に進出している。
さらに、コロナ禍の終結による世界的な人の往来の回復、100年に一度ともいわれる中野駅周辺再開発（まちづくり）のおかげもあり、中野駅周辺に人が大変増えており、当所は立地的にその渦中にあるとあって、中野サンモール商店街同様に、館内は、どこの階であるとを問わず、平日、休日を問わず、連日朝から晩まで非常に多くの日本人及び外国人で賑わっている。

### 「時計の聖地」

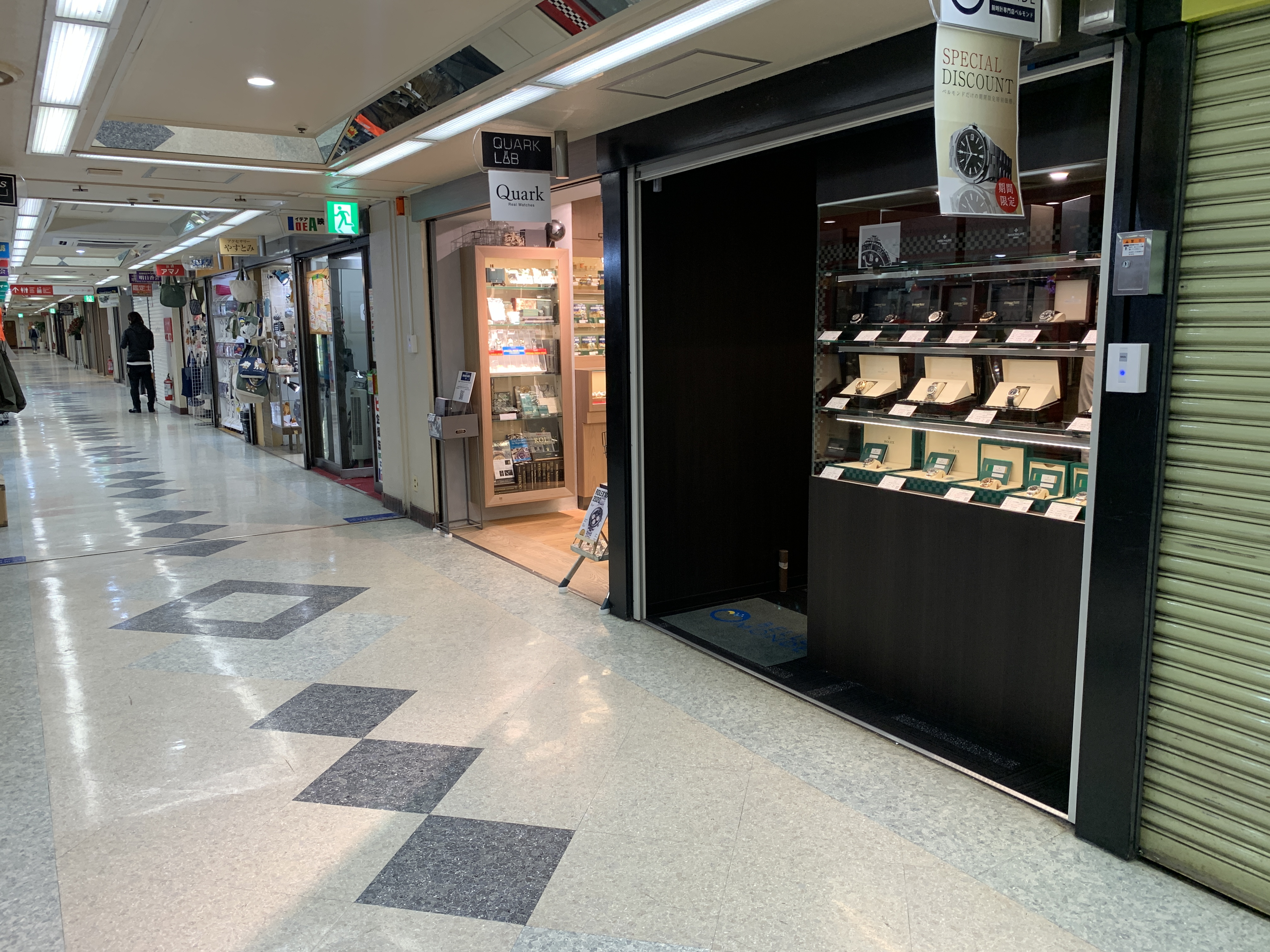
時計店が立ち並ぶ3階フロア

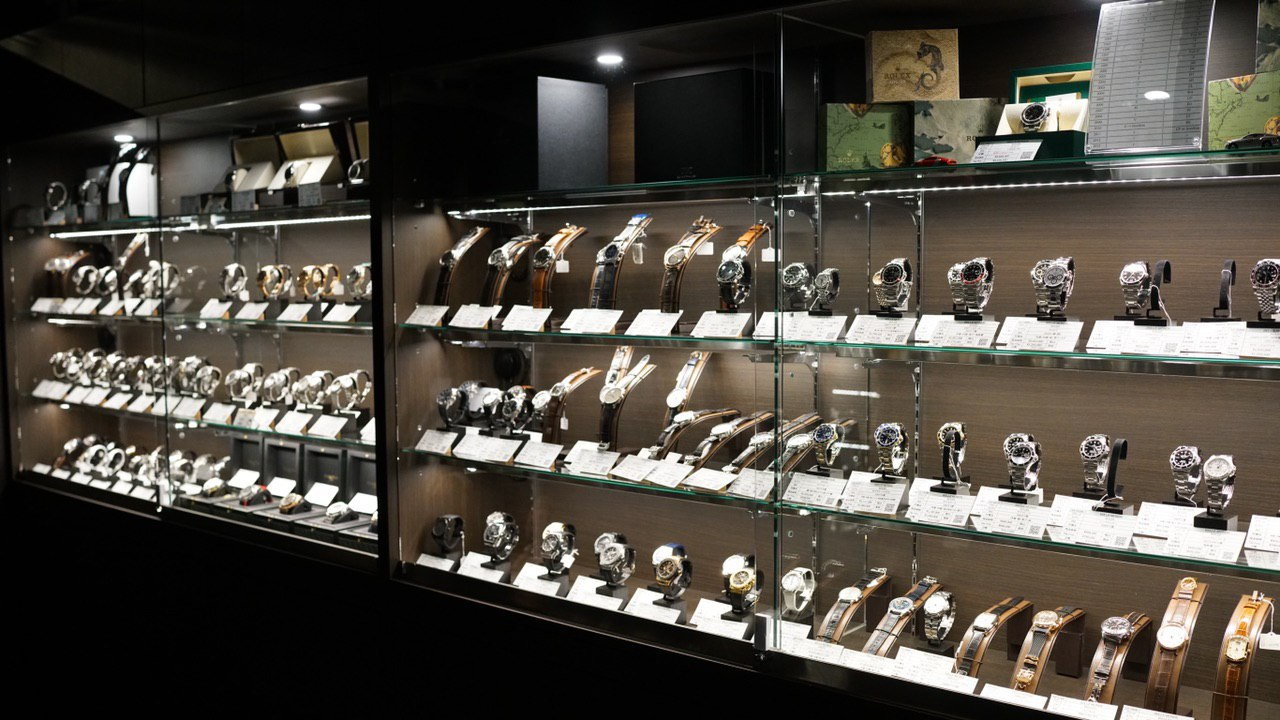
時計店のショーケース

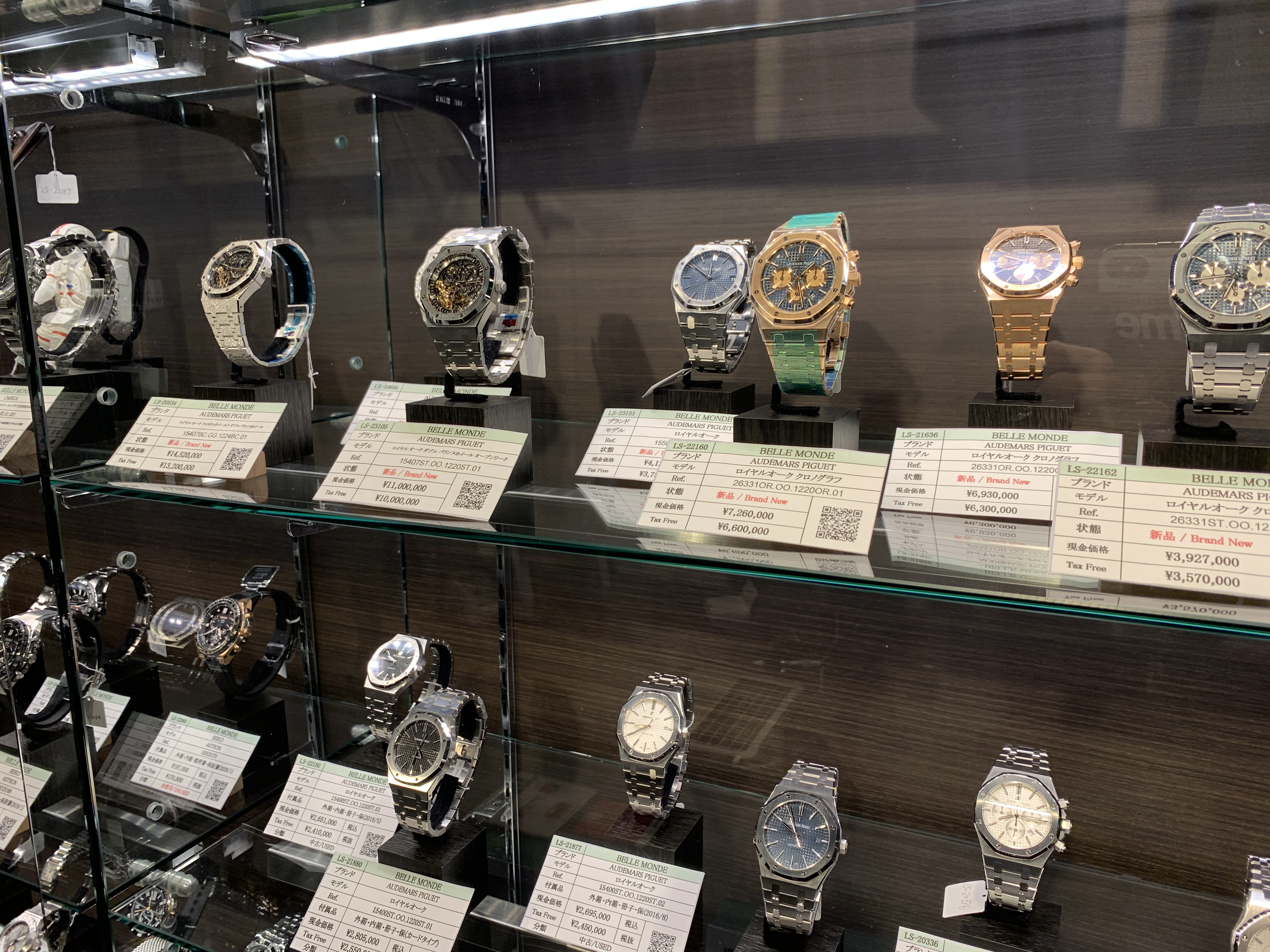
ショーケースの高額時計

「サブカルチャーの聖地」としての地位が定着する中、「時計の聖地」としてのフレーズもメディアや時計愛好家の間で使われるようになる。約6千750平方メートルの中に13店舗の腕時計販売店が密集する世界的にも希有なエリアという事もあり外国人観光客が時計目当てに集まっている。
中でも最古参の老舗並行輸入時計販売店「ジャックロード」は1987年から約33年以上も営業し在庫数は5千点以上とし自らを「買える時計博物館」と標榜している。
他にも「かめきち」「CHEESE PENNE(チーズペンネ)」「れんず」「ONOMAX(オノマックス)」「Good Watch(グッドウォッチ)」「BELLE MONDE(ベルモンド)」など古参の個性溢れる腕時計店や近年オープンした「NJ TIME中野ブロードウェイ店」「一風騎士中野ブロードウェイ店」「侍J」「ギャラリーレア中野ブロードウェイ店」「QUARK LAB(クオークラボ)」「7HOURS(セブンアワーズ)」など。
近年のインバウンド需要に応えるため各店にて外国人スタッフの雇用が行われており各国語に対応する体制が整っており週末ともなると3階フロアは大勢の外国人客で賑わっている。

## 構造
建物は地下3階、地上10階建て。全長140m、幅45m、高さ31m。この本館ほか、別館と称するタワー式駐車場があったが、タワー式駐車場は老朽化で現在使用中止となっている。駐車場は本館1階早稲田通り側正面玄関脇からスロープを使って入る。本館と別館は、地下1階であたかも一体のようにつながっている。駐車の受付や転車台・車用エレベータは別館になるが、地下のため、通常は別の建物に入ったと気づかない。
中野ブロードウェイの天井高は、類似建物と比較すると低い。中野ブロードウェイを企画した東京コープを率いる宮田慶三郎は、企画時、1965年施行の新建築基準法（ただし、新法は、中野ブロードウェイを含む中野駅周辺地域には1968年から適用）では、ブロードウェイが耐火建物であることから高さ制限が撤廃される反面、容積率が厳しい制限を受けることを把握していた。そこで、旧法と新法でそれぞれ許容される床面積を比較した結果、旧法基準の方が許容される容積率が高いことを発見した。現建物は737%であるのに対し、2011年の現行法では600%であり、137%得をしている。
そこで、建設費用の工面で一杯一杯だった東京コープは、旧法が適用される間に本建物を企画し、高さを法定の31mに抑える反面、許容される容積率ギリギリに床面積を増やすため、天井高を低くして階数を増やし、廊下を少なくして分譲可能床面積を増やすなどして、より効果的な投下資本の回収に努めた。なお、建蔽率について、本館は敷地いっぱいに建っている。これもトリックがあり、別館の仲見世商店街側にタワー式駐車場のデッドスペース（現在は駐輪場として活用）を活用することで、本館別館合わせて建蔽率の規制をクリアするという形になっている。
地下1階 - 地上4階までは商業施設、5階以上は住宅施設になっている。延べ床面積は約5万6千平方メートル、商業施設面積は約2万7千平方メートル。

### 住宅部
建物の5 - 10階部分であり、赤絨毯が敷かれた内廊下から各戸にアクセスする方式で、住人しか立ち入ることができない屋上には庭園、屋外プールがあるなど、建築当初から高級マンション仕様として設計されている。緑化された屋上では昔、屋外グリル設備を使ったバーベキューや、ゴルフ練習もできた（現在はいずれも禁止）。エレベーターのうち住民向けに通常開放されているのは3基で、これらは一部を除き、2 - 4階の商業エリアを通過し、マンションエリアに直行する。商業エリアの客向けに開放されているものは逆に、マンションエリアには行かないようになっている。そのため、マンションエリアと商業エリアは、同じビルにありながら、通常は1階のオートロック付き玄関部を経由しないと行き来できない。なお、非常用避難路として、非常階段以外には、2階と5階に往来設備がある。また、商業エリアの客向けに開放されている1基は、通常は商業エリアのみの運行となっているが、シャフト自体はマンションエリアまで伸びており、また籠自体も大きいことから、例えば巨大家具であったりストレッチャーに載せた病人等の搬入出の際などは、特別な操作により、商業エリア、マンションエリアを通じて運行することができる。
開業当時はセントラル方式の冷暖房が採用され、部屋ではファンを回すだけで地下から各部屋に給気されている冷暖房を利用できた。反面、自動での温度調節はできず、弱・中・強と切のスイッチのみだった。現在は、地下の設備の老朽化により使われなくなった。
マンション5階には、入居者が使える会議室や、入居者を通じて利用申込みができるゲスト用宿泊施設（ゲストルーム）がある。住居総数はおよそ220戸。1960年代後半より1970年代にかけて、タレントで政治家の青島幸男、歌手の沢田研二、俳優の岸部一徳など数多くの有名人が自宅を構えた。青島幸男が東京都知事に当選した時の記者会見場は、上述の5階会議室だった。また、建設後まもなく、分譲価格を高くしたことで入居者が予想より減り、管理費で設備を回しきれず、給湯時間を制限するなどの支障が出るという噂が出た。この件について、当時の入居者の沢田研二がコンサートで「早く帰らないとシャワーのお湯が出ないんだよな」と語ったというエピソードもある。
開業当時は中野駅周辺で最も高いマンションだったことから注目を集めた。築40年以上経った現在でも、中野駅まで徒歩5分という利便性の高さから入居需要は高い。古いこともあり、売買価格は高級マンションとしては意外に安価だが、築年数が相当経っているほか、一応は高級マンションと呼ばれるだけの設備を抱えて維持する必要に迫られていることから、管理費は高い。

### 商業施設

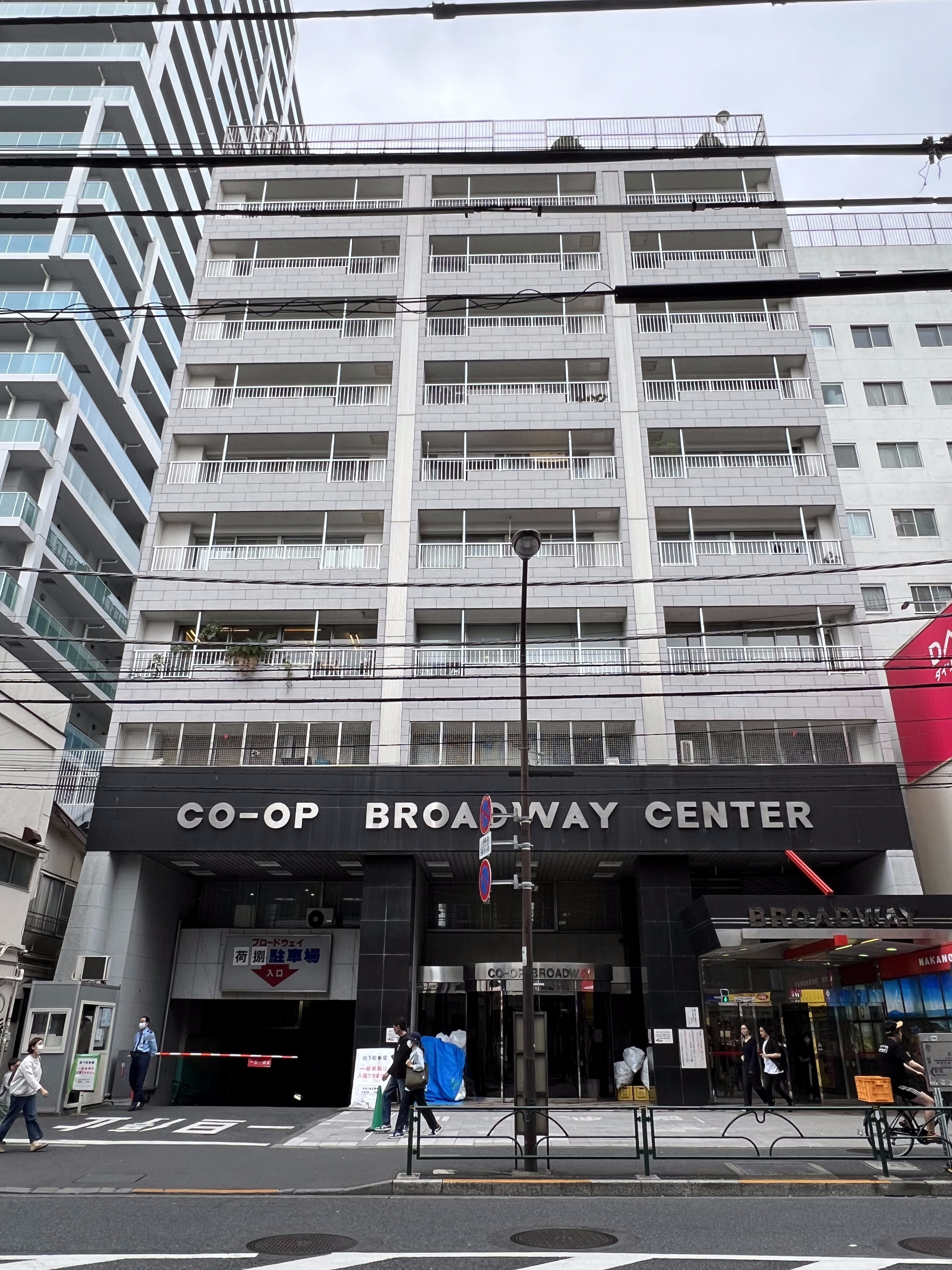
中野ブロードウェイセンター北面

商業施設の正式名称は「中野ブロードウェイセンター」である。
開業当初は、1・3階がファッション、地階が生鮮食料品、2階が飲食店という区分けがあった。しかし、店舗区画は全て分譲されてそのテナントの決定権は個々の家主にあるため、構成は次第に無秩序となった。現在の店舗構成はおおよそ次のようになっている。詳細は公式サイトを参照。
- 地下1階は食品（ブロードウェイ部）とファッション（プチパリ部）が中心。生鮮食品店、惣菜店、乾物店、スーパーマーケットの西友中野店のほか、8段ソフトクリームを出すスイーツ店（デイリーチコ）やライブアイドルがよく訪れる雑貨店（中野ロープウェイ）、ドラッグストア、めがね屋、化粧品店、女性向け服飾・アクセサリー店、100円ショップ（ダイソー）、理髪店（QBハウス）が出店している。なお西友中野店は一般的な西友に比べ店舗面積は狭く、24時間営業を行っていない。
- 地上1階は生活日用品を扱う店が多い。カバン屋、服屋（紳士・婦人）、靴屋、帽子屋、スポーツショップ、パソコンショップ、薬局、写真店、お茶屋、貴金属店、ゲームセンター（アドアーズ）等が入る。一部で、カードショップやレンタルショーケースショップなど、2階以上に多いテナントも入居している。
- 地上2階 - 4階は、サブカルチャーを中心として音楽、漫画、アニメ、おもちゃ・フィギュア、レンタルショーケースといったマニア・オタク向けの店舗が多い。
- 地上4階は、地上3階以下に店舗を持つ会社の事務所や倉庫（いわゆるバックオフィス）がメインである。ほかに、まんだらけの店舗やゲームセンター、映像機器販売店、喫茶店、不動産屋、印刷所、法律事務所も入居している。開業当初は、医院、調剤薬局などが入店するクリニックモールや法律事務所など、専門店街として計画されていた。しかし、業務の性質上、用のない人間は行かないことや、4階にたどり着くにはエスカレーターからさらに階段を上がるか、わかりにくい場所にある狭いエレベーターに乗らないと辿りつけないこともあり、次第にバックオフィスだらけになるなど、過疎化が進んだ。一時期は中高生によりカツアゲが行われているという噂もあったが、現在は全域で防犯カメラが完備され、警備員の密な巡回もあり、不安要素はなくなった。

混沌とした雰囲気から「オタクビル」「魔の巣窟」「日本の九龍城」などの異名を持つ。近年「オタクの聖地」としてマスメディアが取り上げる秋葉原とは一味違った独自の文化を形成している。アニメ商材の多い秋葉原に比べ、古本・プレミア玩具などレトロ商品の販売店舗が多いのが特色と言える。
入居店の一例として、漫画古本などのマニア・オタク向け商品店の「まんだらけ」、中古サブカル分野でチェーン展開している会社としては「らしんばん」、高級オーディオ・ビジュアル機器専門店の「フジヤエービック」、大型新刊書店の「明屋書店」、サブカルチャー関連書籍・ミニコミ・同人誌専門書店「タコシェ」などが入店している。
マニア向け専門店のほかに、輸入雑貨店、美容院、ネイルサロン、飲食店、洋服店、寝具店、ゲームセンターなども入店している。女性客の利用も多く、老若男女、世代性別を問わず、多くの買い物客で賑わう。
館内ガイドブックは4カ国語（日本語、英語、中国語、韓国語）で紹介され、手洗い、エレベーター、誘導路などの主要館内表示は外国語対応になっている。
エスカレーターは先述の通り、1階から上は3階行きの昇り（2箇所）しかなく、2階と4階および下りは階段もしくはエレベーターを利用する必要がある。一方、1階から地下1階へのエスカレーターは下りのみ（3箇所）で昇りがない。
トイレは、各階に2カ所設置されている。

## 商業施設としての特徴
こういった商業施設の店舗スペースは通常は大家が所有し一括して管理することが多いが、本ビルは店舗スペースを分譲するという方法が採られた。大半は分譲時に一斉に分譲されたが、一部スペースは一斉分譲後も建築主である東京コープが所有し、テナント貸ししていた。そういったスペースも東京コープなき現在は、他と同様に分譲されている。
また、分譲は設計段階で区分されたスペースを対象に行われたが、一部スペースでは一つの設計区画に複数のテナントが同居する形態を取るところもあった。この場合、区画内の通路などは持分に応じて共有の扱いになったという。現在この運営形態は、区画ごとに分譲されるか、設計区画が広すぎる場合は仕切り壁により分筆、分譲されるなどして、現在はほとんど見られない。ブロードウェイは、法定電気点検による一斉休館日と年末年始を除いて、全館定休日を設けておらず、区画内の一部テナントが休む場合は、他のテナントが営業していても、そこだけカーテンで仕切るなどして対応しているようである。
店舗スペースは、個々のオーナーによって自由に売却・賃貸され、また賃料を下げて貸しやすくするために、徐々に細分化されていった。賃借や売買といった不動産取引の際は、大手不動産デベロッパーによる仲介ではなく、地元の小規模な不動産屋等が仲介することが多い。
こういった特徴から、まとまった店舗スペースを確保することが難しくなっており、まんだらけの店舗が飛地状態で分散しているのもこの理由による。また、狭いスペースの物件が多く築年数も40年以上経っているため、中野駅前という好立地にありながら賃料が安い。このためアイデアはあるが資金に乏しい起業家でも出店しやすく、個性的な店舗が増える要因となっている。施設内の店舗スペースは300件以上あるが、現在も入居希望者は多い。

## 耐震・老朽化問題
1966年（昭和41年）開業の中野ブロードウェイは、建物自体が1981年5月以前の旧耐震基準で設計・施行されていることや、完成後50年以上を経て老朽化が進んでいることで、改装・耐震工事の必要性が指摘されている。東京都が2018年3月29日に公表した、震度6強の地震で倒壊する危険性が「ある」物件に中野ブロードウェイも含まれている。構造上、区分所有者が多数いるため、大規模な耐震改修や建て替えに向けた意見集約が難しいという問題点がある。都の発表を受けた『日本経済新聞』の取材に対して、中野ブロードウェイ商店街振興組合理事長は「区分所有者が腹をくくって問題に対処するきっかけになれば」とコメントしている。

## アクセス
JR中央本線・東京メトロ東西線中野駅北口より徒歩5分。
このほか、池袋駅前と中野駅前などを結ぶ路線バスが中野ブロードウェイの北側や西側にある停留所を経由する。
中野ブロードウェイ1階と中野サンモール商店街は、中野駅北口利用者の通路としても利用されている。中野ブロードウェイについては店舗の営業していない深夜・早朝は、防犯・防災のため出入口は閉鎖され通行が禁止されるため、中野通りなどの公道を利用することになる。

## その他
- 建物の回遊性を高めるため、上り用エスカレータは地上1階から3階へ直通運転している[2]。地上2階または4階へは階段を利用する。下り用エスカレータは地上1階から地下1階へのみ設置されており、地下から地上への上り用エスカレータは設置されていない。バリアフリー構造の商業施設として設計されており各階止まりのエレベーターが設置されている。
- 館内下層階には空調室、ボイラー室、東京電力中野変電所が設置されている。特別許可を得た工事人以外の一般入場は不可。
- 2008年からマスコットキャラクター「PiPi」を採用。館内のPR活動を行っている。
- サブカルチャー店舗が多いことから、テレビ番組などで芸能人が取材に訪れることも多い。タレントの中川翔子は地元が中野区である為、デビュー前から中野ブロードウェイの常連を自負しており、ブログなどでもよく話題に取り上げている。その度合いは「アキバ系タレントの先駆け」とされたのを否定して「レトロ、サブカル、特撮」を対象とする「中野ブロードウェイ型のオタク」としている程である。他にも地元が近いため、大槻ケンヂ、柳原可奈子、市川由衣などが子供の頃から利用していることを公言している。
- 中野区社会福祉会館（スマイルなかの）が隣接している。
- 中野駅北口から中野ブロードウェイへと続くアーケード街中野サンモール商店街は、配置的に同一の建物と見られがちだが、中野ブロードウェイとは別の建物であり、入店している店舗の傾向も異なる。なお、同一視されやすいのは意図的なものである。ブロードウェイの中野駅側エントランスの天井高を、先にできていた美観商店街（現サンモール）のアーケード高に合わせることで、歩行者が違和感なくブロードウェイに入っていけるような設計にした。ブロードウェイの建設前は、中野駅から続く美観商店街の道は、その先は個人所有の住宅だったためブロードウェイ入口にあたる部分で分断されており、歩行者は早稲田通りに抜けるのに左折して中野通りを行くか、右折して仲見世商店街を行くかしなければならなかった。そのため、美観商店街から来る購買意欲を持った人の通りを違和感なく早稲田通りまで貫き通すことがブロードウェイ建設の動機の一つでもあった。
- 平成22年（行ウ）427号のなかで宝榮山妙法寺（代表役員：黒須英治）の本部がこの建物の中に移転していることが記述されている。